# 1580 Betulia
1580 Betulia (provisorisk beteckning: 1950 KA) är en jordnära Amor-asteroid som upptäcktes från Johannesburg 22 maj 1950 av den sydafrikanske astronomen Ernest Leonard Johnson. Asteroiden namngavs på begäran av Samuel Herrick efter Herricks hustru, Betulia Toro. Betulia har också fått namnge astreroiden 1685 Toro.
Den korsar även Mars omloppsbana.